# Зайцев, Дмитрий Михайлович (Герой Советского Союза)
Дмитрий Михайлович Зайцев (1922—1980) — Гвардии капитан Советской Армии, участник Великой Отечественной войны, Герой Советского Союза (1946).

## Биография
Дмитрий Зайцев родился 7 декабря 1922 года в деревне Новые Лужки. Окончил семь классов школы, после чего работал токарем на заводе имени Калинина в Москве. В 1941 году Зайцев был призван на службу в Рабоче-крестьянскую Красную Армию. В 1942 году он окончил Балашовскую военную авиационную школу пилотов. С апреля 1944 года — на фронтах Великой Отечественной войны.
К концу войны гвардии лейтенант Дмитрий Зайцев был старшим лётчиком 91-го гвардейского штурмового авиаполка 4-й гвардейской штурмовой авиадивизии 5-го гвардейского штурмового авиакорпуса 5-й воздушной армии 2-го Украинского фронта. К тому времени он совершил 150 боевых вылетов на штурмовку скоплений боевой техники и живой силы противника.
Указом Президиума Верховного Совета СССР от 15 мая 1946 года гвардии лейтенант Дмитрий Зайцев был удостоен высокого звания Героя Советского Союза с вручением ордена Ленина и медали «Золотая Звезда».
После окончания войны Зайцев продолжил службу в Советской Армии. В 1953 году в звании капитана он был уволен в запас. Проживал в Москве. Умер 9 сентября 1980 года.
Был также награждён двумя орденами Красного Знамени, орденами Отечественной войны 1-й и 2-й степеней, Красной Звезды, рядом медалей.